# A False Suspicion
A False Suspicion è un cortometraggio muto del 1911. Il nome del regista non viene riportato nei credit del film prodotto dalla Essanay di Chicago. Gli interpreti principali sono Francis X. Bushman, Bryant Washburn e Mabel Moore.

## Produzione
Il film fu prodotto dalla Essanay Film Manufacturing Company.

## Distribuzione
Distribuito dalla General Film Company, il film - un cortometraggio in una bobina - uscì nelle sale cinematografiche USA il 17 ottobre 1911.